# Mingo (popolo)

I Mingo sono un popolo Nativo americano d'origine irochese, che erano formati principalmente da Seneca e Cayuga, migrati nella regione dell'Ohio alla metà del XVIII secolo. Gli inglesi gli diedero il nome di mingo, che derivava dal termine mingwe in algonchino orientale, che significava in generale, le persone che parlavano una lingua irochese. I Mingo sono stati chiamati anche "Irochesi dell'Ohio" e "Ohio Seneca".